# James Calado
James Calado (ur. 13 czerwca 1989 w Cropthorne) – brytyjski kierowca wyścigowy.

## Kariera

### Formuła Renault
James karierę rozpoczął w roku 1999, od startów w kartingu. W 2008 roku przeszedł do wyścigów samochodów jednomiejscowych, debiutując w Brytyjskiej Formule Renault. Starty w niej kontynuował również w kolejnym roku. W obu sezonach współpracował z brytyjską ekipą Fortec Motorsport. W pierwszym podejściu zmagania zakończył na 7. pozycji. W drugiej, po zwyciężeniu w ośmiu wyścigach, został sklasyfikowany na 2. miejscu, ulegając jedynie swojemu rodakowi Deanowi Smithowi. Pod koniec sezonu 2008 brał udział w zimowej edycji Brytyjskiej oraz Portugalskiej Formuły Renault. W obu pewnie sięgnął po tytuł mistrzowski. Oprócz regularnych startów, Calado wziął udział również w czterech wyścigach północno-europejskiego (w 2008) oraz w sześciu europejskiego cyklu. Uzyskane w nich punkty pozwoliły mu na zajęcie odpowiednio 25. i 17. pozycji w końcowej klasyfikacji.

### Formuła 3
W sezonie 2010 Brytyjczyk podpisał kontrakt z brytyjską stajnią Carlin Motorsport, na starty w Brytyjskiej Formule 3. I tu Calado sięgnął po tytuł wicemistrzowski, ulegając jedynie swojemu zespołowemu partnerowi, Francuzowi Jeanowi-Érikowi Vergne'owi. W tym czasie James dwunastokrotnie stanął na podium, z czego pięć razy na najwyższym stopniu.

### Seria GP3
Na sezon 2011 Calado zawarł umowę z mistrzowską francuską stajnią ART Grand Prix, na udział w serii GP3. Dobra postawa w ostatnich rundach pozwoliła Brytyjczykowi sięgnąć po tytuł wicemistrzowski, za fińskim team-partnerem Valtteri Bottasem. W trakcie sezonu sześciokrotnie stanął na podium, a podczas niedzielnych zmagań w Walencji odniósł jedyne zwycięstwo (oraz najszybsze okrążenie). W zmiennych warunkach na belgijskim torze Spa-Francorchamps Calado sięgnął po pole position.

### Seria GP2
Po tym, jak Valtteri Bottas zrezygnował ze starań o posadę w GP2, szansę na starty we francuskiej ekipie Lotus GP otrzymał Anglik. Jeszcze w finale Serii GP2 zeszłego sezonu, na torze w Abu Zabi, Brytyjczyk wygrał rywalizację debiutantów, zajmując ósmą lokatę w pierwszym oraz zwyciężając w drugim wyścigu. W głównym sezonie James okazał się najlepszym debiutantem. Już w drugim starcie, na torze w Malezji, sięgnął po zwycięstwo (startował z pole position). Tego samego wyczynu dokonał także na Hockenheimringu. Na torze w Katalonii sięgnął po pole position. Stawał łącznie siedmiokrotnie na podium. Ostatecznie w klasyfikacji generalnej zajął 5. pozycję.
W kolejnym sezonie startów był już wśród pięciu kierowców walczących do końca o tytuł mistrzowski. Przed ostatnią rundą sezonu był klasyfikowany na piątej pozycji w klasyfikacji serii, lecz podczas rundy w Abu Zabi lepiej spisał się tylko mistrz serii - Fabio Leimer. W rezultacie Brytyjczyk przeskoczył na najniższy stopień podium klasyfikacji końcowej.

## Statystyki
| Sezon | Seria                                               | Zespół            | Wyścigi | Zwycięstwa | PP | NO | Podium | Punkty | Pozycja |
| ----- | --------------------------------------------------- | ----------------- | ------- | ---------- | -- | -- | ------ | ------ | ------- |
| 2008  | Brytyjska Formuła Renault                           | Fortec Motorsport | 20      | 1          | 2  | 0  | 4      | 292    | 7       |
| 2008  | Północnoeuropejski Puchar Formuły Renault 2.0       | Fortec Motorsport | 3       | 0          | 0  | 0  | 0      | 38     | 25      |
| 2008  | Brytyjska Formuła Renault (edycja zimowa)           | Fortec Motorsport | 4       | 2          | 3  | 4  | 3      | 116    | 1       |
| 2008  | Portugalska Formuła Renault (edycja zimowa)         | Fortec Motorsport | 4       | 3          | 2  | 2  | 4      | 60     | 1       |
| 2009  | Brytyjska Formuła Renault                           | Fortec Motorsport | 20      | 8          | 10 | 7  | 12     | 457    | 2       |
| 2009  | Europejska Formuła Renault                          | Fortec Motorsport | 6       | 0          | 0  | 1  | 0      | 10     | 17      |
| 2010  | Brytyjska Formuła 3                                 | Carlin Motorsport | 30      | 5          | 2  | 4  | 12     | 293    | 2       |
| 2011  | Seria GP3                                           | Lotus ART         | 16      | 1          | 1  | 1  | 6      | 55     | 2       |
| 2012  | Seria GP2                                           | Lotus GP          | 24      | 2          | 2  | 1  | 7      | 160    | 5       |
| 2013  | Seria GP2                                           | ART Grand Prix    | 22      | 2          | 0  | 1  | 7      | 157    | 3       |
| 2014  | FIA World Endurance Championship – LMGTE Pro        | AF Corse          | 7       | 0          | 0  | 0  | 5      | 0      | NS†     |
| 2014  | FIA World Endurance Championship Cup for GT Drivers | AF Corse          |         |            |    |    |        | 94     | 7       |
| 2015  | 24h Le Mans (LMGTE Pro)                             | AF Corse          | 1       | 0          | 0  | 0  | 1      | N/A    | 2       |

† – Calado nie był zaliczany do klasyfikacji.

## Starty w GP2
| Legenda oznaczeń w tabelach wyników Wyświetl szablon na nowej stronie | Legenda oznaczeń w tabelach wyników Wyświetl szablon na nowej stronie                                                                     |
| Oznaczenie                                                            | Wyjaśnienie |
| --------------------------------------------------------------------- | --- |
| Złoty                                                                 | Zwycięzca lub mistrzostwo |
| Srebrny                                                               | 2. miejsce lub wicemistrzostwo |
| Brązowy                                                               | 3. miejsce lub II wicemistrzostwo |
| Zielony                                                               | Ukończył, punktował (w klasyfikacji generalnej, gdy zdobył co najmniej jeden punkt na przestrzeni sezonu, poza trzema powyższymi opcjami) |
| Niebieski                                                             | Ukończył, nie punktował (w klasyfikacji generalnej, gdy nie zdobył co najmniej jednego punktu na przestrzeni sezonu)                      |
| Czerwony                                                              | Nie zakwalifikował się (NZ) |
| Czerwony                                                              | Nie prekwalifikował się (NPK) |
| Różowy                                                                | Nie ukończył (NU) |
| Różowy                                                                | Niesklasyfikowany (NS) (w klasyfikacji generalnej, gdy nie został sklasyfikowany w żadnym wyścigu sezonu)                                 |
| Czarny                                                                | Zdyskwalifikowany (DK) |
| Czarny                                                                | Wykluczony (WYK/EX) |
| Biały                                                                 | Nie wystartował (NW) |
| Biały                                                                 | Kontuzjowany (K/INJ) |
| Biały                                                                 | Wyścig odwołany (OD/C) |
| Bez koloru                                                            | Został wycofany (WYC/WD) |
| Bez koloru                                                            | Nie przybył (NP/DNA) |
| Bez koloru                                                            | Nie brał udziału w treningach (NT/DNP) |
| Bez koloru                                                            | Nie został zgłoszony (–) |
| Pogrubienie                                                           | Start z pole position |
| Kursywa                                                               | Najszybsze okrążenie wyścigu |
| †                                                                     | Nie ukończył, ale jego rezultat został zaliczony ze względu na przejechanie więcej niż 90% dystansu wyścigu.                              |
| *                                                                     | Sezon w trakcie |
| 1/2/3                                                                 | Punktowana pozycja w sprincie kwalifikacyjnym                                                                                             |
| Lista systemów punktacji Formuły 1                                    | |

| Rok  | Zespół         | Wyniki w poszczególnych eliminacjach | Wyniki w poszczególnych eliminacjach | Wyniki w poszczególnych eliminacjach | Wyniki w poszczególnych eliminacjach | Wyniki w poszczególnych eliminacjach | Wyniki w poszczególnych eliminacjach | Wyniki w poszczególnych eliminacjach | Wyniki w poszczególnych eliminacjach | Wyniki w poszczególnych eliminacjach | Wyniki w poszczególnych eliminacjach | Wyniki w poszczególnych eliminacjach | Wyniki w poszczególnych eliminacjach | Wyniki w poszczególnych eliminacjach | Wyniki w poszczególnych eliminacjach | Wyniki w poszczególnych eliminacjach | Wyniki w poszczególnych eliminacjach | Wyniki w poszczególnych eliminacjach | Wyniki w poszczególnych eliminacjach | Wyniki w poszczególnych eliminacjach | Wyniki w poszczególnych eliminacjach | Wyniki w poszczególnych eliminacjach | Wyniki w poszczególnych eliminacjach | Wyniki w poszczególnych eliminacjach | Wyniki w poszczególnych eliminacjach | Punkty | Pozycja |
| ---- | -------------- | ------------------------------------ | ------------------------------------ | ------------------------------------ | ------------------------------------ | ------------------------------------ | ------------------------------------ | ------------------------------------ | ------------------------------------ | ------------------------------------ | ------------------------------------ | ------------------------------------ | ------------------------------------ | ------------------------------------ | ------------------------------------ | ------------------------------------ | ------------------------------------ | ------------------------------------ | ------------------------------------ | ------------------------------------ | ------------------------------------ | ------------------------------------ | ------------------------------------ | ------------------------------------ | ------------------------------------ | ------ | ------- |
| 2012 | Lotus GP       | MAL                                  | MAL                                  | BAH                                  | BAH                                  | BAH                                  | BAH                                  | ESP                                  | ESP                                  | MON                                  | MON                                  | VAL                                  | VAL                                  | GBR                                  | GBR                                  | DEU                                  | DEU                                  | HUN                                  | HUN                                  | BEL                                  | BEL                                  | ITA                                  | ITA                                  | SIN                                  | SIN                                  | 160    | 5       |
| 2012 | Lotus GP       | 8                                    | 1                                    | 5                                    | 3                                    | 16                                   | 12                                   | 2                                    | 4                                    | 7                                    | NU                                   | 8                                    | 2                                    | NU                                   | 20†                                  | 8                                    | 1                                    | 4                                    | 6                                    | 2                                    | 3                                    | 12                                   | 14                                   | NU                                   | 10                                   | 160    | 5       |
| 2013 | ART Grand Prix | MAL                                  | MAL                                  | BAH                                  | BAH                                  | ESP                                  | ESP                                  | MON                                  | MON                                  | GBR                                  | GBR                                  | DEU                                  | DEU                                  | HUN                                  | HUN                                  | BEL                                  | BEL                                  | ITA                                  | ITA                                  | SIN                                  | SIN                                  | ARE                                  | ARE                                  |                                      |                                      | 157    | 3       |
| 2013 | ART Grand Prix | 2                                    | NU                                   | 12                                   | 5                                    | NU                                   | 11                                   | 5                                    | 5                                    | 9                                    | 3                                    | 2                                    | 2                                    | 9                                    | 6                                    | 8                                    | 1                                    | 6                                    | 26                                   | 3                                    | 20                                   | 6                                    | 1                                    |                                      |                                      | 157    | 3       |

* - sezon w trakcie.

## Starty w GP3
| Legenda oznaczeń w tabelach wyników Wyświetl szablon na nowej stronie | Legenda oznaczeń w tabelach wyników Wyświetl szablon na nowej stronie                                                                     |
| Oznaczenie                                                            | Wyjaśnienie |
| --------------------------------------------------------------------- | --- |
| Złoty                                                                 | Zwycięzca lub mistrzostwo |
| Srebrny                                                               | 2. miejsce lub wicemistrzostwo |
| Brązowy                                                               | 3. miejsce lub II wicemistrzostwo |
| Zielony                                                               | Ukończył, punktował (w klasyfikacji generalnej, gdy zdobył co najmniej jeden punkt na przestrzeni sezonu, poza trzema powyższymi opcjami) |
| Niebieski                                                             | Ukończył, nie punktował (w klasyfikacji generalnej, gdy nie zdobył co najmniej jednego punktu na przestrzeni sezonu)                      |
| Czerwony                                                              | Nie zakwalifikował się (NZ) |
| Czerwony                                                              | Nie prekwalifikował się (NPK) |
| Różowy                                                                | Nie ukończył (NU) |
| Różowy                                                                | Niesklasyfikowany (NS) (w klasyfikacji generalnej, gdy nie został sklasyfikowany w żadnym wyścigu sezonu)                                 |
| Czarny                                                                | Zdyskwalifikowany (DK) |
| Czarny                                                                | Wykluczony (WYK/EX) |
| Biały                                                                 | Nie wystartował (NW) |
| Biały                                                                 | Kontuzjowany (K/INJ) |
| Biały                                                                 | Wyścig odwołany (OD/C) |
| Bez koloru                                                            | Został wycofany (WYC/WD) |
| Bez koloru                                                            | Nie przybył (NP/DNA) |
| Bez koloru                                                            | Nie brał udziału w treningach (NT/DNP) |
| Bez koloru                                                            | Nie został zgłoszony (–) |
| Pogrubienie                                                           | Start z pole position |
| Kursywa                                                               | Najszybsze okrążenie wyścigu |
| †                                                                     | Nie ukończył, ale jego rezultat został zaliczony ze względu na przejechanie więcej niż 90% dystansu wyścigu.                              |
| *                                                                     | Sezon w trakcie |
| 1/2/3                                                                 | Punktowana pozycja w sprincie kwalifikacyjnym                                                                                             |
| Lista systemów punktacji Formuły 1                                    | |

| Rok  | Zespół    | Wyniki w poszczególnych eliminacjach | Wyniki w poszczególnych eliminacjach | Wyniki w poszczególnych eliminacjach | Wyniki w poszczególnych eliminacjach | Wyniki w poszczególnych eliminacjach | Wyniki w poszczególnych eliminacjach | Wyniki w poszczególnych eliminacjach | Wyniki w poszczególnych eliminacjach | Wyniki w poszczególnych eliminacjach | Wyniki w poszczególnych eliminacjach | Wyniki w poszczególnych eliminacjach | Wyniki w poszczególnych eliminacjach | Wyniki w poszczególnych eliminacjach | Wyniki w poszczególnych eliminacjach | Wyniki w poszczególnych eliminacjach | Wyniki w poszczególnych eliminacjach | Punkty | Pozycja |
| ---- | --------- | ------------------------------------ | ------------------------------------ | ------------------------------------ | ------------------------------------ | ------------------------------------ | ------------------------------------ | ------------------------------------ | ------------------------------------ | ------------------------------------ | ------------------------------------ | ------------------------------------ | ------------------------------------ | ------------------------------------ | ------------------------------------ | ------------------------------------ | ------------------------------------ | ------ | ------- |
| 2011 | Lotus ART | TUR                                  | TUR                                  | ESP                                  | ESP                                  | VAL                                  | VAL                                  | GBR                                  | GBR                                  | DEU                                  | DEU                                  | HUN                                  | HUN                                  | BEL                                  | BEL                                  | ITA                                  | ITA                                  | 55     | 2       |
| 2011 | Lotus ART | 17                                   | 13                                   | 2                                    | 21                                   | 8                                    | 1                                    | 6                                    | 5                                    | 4                                    | 6                                    | 25                                   | 3                                    | 2                                    | 2                                    | 2                                    | 14                                   | 55     | 2       |